# Alberto Arrando Garrido
Alberto Arrando Garrido (València, 7 de juliol de 1886 - ?) va ser un militar i policia espanyol.

## Biografia
Militar de carrera. El 1919 ja ostentava el rang de capità i es trobava al capdavant el Sometent en la zona de Puigcerdà.
El juliol de 1936, ja amb el rang de comandant, estava al capdavant de les Forces de Seguretat i Assalt a Barcelona. Es va mantenir fidel a les autoritats republicanes, i al capdavant de les forces de seguretat va contribuir decisivament al fracàs dels militars rebels en la capital catalana. Durant els fets de maig de 1937 el ja tinent coronel Arrando va ser nomenat Delegat d'Ordre públic per a Barcelona, en substitució del coronel Antonio Escobar Huertas, que havia resultat ferit. El febrer de 1938 va ser nomenat comandant de la 30a Divisió en el Front d'Aragó, encara que va ser destituït poc després després de l'enfonsament del front i la desbandada dels soldats.
Al final de la contesa va marxar a l'exili, traslladant-se a Mèxic a bord del Nyassa.

## Família
Tenia un germà, Francisco, que també pertanyia al Cos d'Assalt i va morir durant els combats de juliol de 1936 a Barcelona.